# Ballando con le stelle (quattordicesima edizione)
La quattordicesima edizione di Ballando con le stelle è andata in onda in prima serata su Rai 1 dal 30 marzo al 31 maggio 2019. Confermati alla conduzione Milly Carlucci e Paolo Belli, così come tutti i giurati dell'edizione precedente e la presenza di Robozao. Per quanto riguarda gli opinionisti, è stato deciso di non nominare un sostituto fisso di Sandro Mayer, affiancando alla confermata Roberta Bruzzone un giornalista del TG1 diverso per ogni puntata, principalmente Alberto Matano. 
L’edizione è stata vinta dalla coppia formata da Lasse Matberg e dalla ballerina Sara Di Vaira.

## Cast

### Concorrenti
| VIP                      | Attività                            | Insegnante                                         | Stato                |
| ------------------------ | ----------------------------------- | -------------------------------------------------- | -------------------- |
| Lasse Matberg            | Sottotenente della Marina norvegese | Sara Di Vaira                                      | Vincitori            |
| Ettore Bassi             | Attore                              | Alessandra Tripoli                                 | Secondi classificati |
| Milena Vukotic           | Attrice                             | Simone Di Pasquale                                 | Terzi classificati   |
| Dani Osvaldo             | Musicista ed ex calciatore          | Veera Kinnunen                                     | Terzi classificati   |
| Nunzia De Girolamo       | Giornalista ed ex politica          | Raimondo Todaro                                    | Quinti classificati  |
| Angelo Russo             | Attore                              | Anastasia Kuzmina                                  | Quinti classificati  |
| Enrico Lo Verso          | Attore                              | Samanta Togni                                      | Eliminati            |
| Suor Cristina            | Religiosa e cantante                | Stefano Oradei, Jessica De Bona e Giulia Antonelli | Eliminati            |
| Manuela Arcuri           | Attrice                             | Luca Favilla                                       | Eliminati            |
| Marzia Roncacci          | Giornalista                         | Samuel Peron                                       | Eliminati            |
| Antonio Razzi            | Ex politico                         | Ornella Boccafoschi                                | Eliminati            |
| Marco Leonardi           | Youtuber                            | Mia Gabusi                                         | Eliminati            |
| Kevin e Jonathan Sampaio | Modelli                             | Lucrezia Lando                                     | Eliminati            |

### Giuria
- Ivan Zazzaroni
- Fabio Canino
- Carolyn Smith (presidente di giuria)
- Selvaggia Lucarelli
- Guillermo Mariotto

### Opinionisti
- Roberta Bruzzone
- Alberto Matano (1ª-3ª puntata, 6ª puntata, 8ª-10ª puntata)
- Francesco Giorgino (4ª puntata)
- Emma D'Aquino (5ª puntata)
- Laura Chimenti (7ª puntata)

## Tabellone
Legenda
     Salvi
     Conquistano il tesoretto
     Ricevono il tesoretto social
     Ricevono sia il tesoretto sia il tesoretto social
     Salvati dal televoto
     Penalità di 10 punti nella puntata successiva
     Al televoto di spareggio per due settimane
     Salvati dal televoto di fine puntata e di inizio puntata successiva
     Non gareggiano in puntata
     Ripescati
     Ripescati ma allo spareggio nella puntata successiva per rientrare in gara
     Non ripescati
     Eliminati provvisoriamente
     Eliminati definitivamente
| Concorrente              | Ballerino/a         | Puntate  | Puntate         | Puntate         | Puntate         | Puntate         | Puntate              | Puntate         | Puntate         | Puntate         | Puntate        | Puntate     | Puntate         |
| Concorrente              | Ballerino/a         | 1ª       | 2ª              | 3ª              | 4ª              | 5ª              | 6ª                   | Ripescaggio     | 1ª Semifinale   | 2ª Semifinale   | Finale         | Finale      | Finale          |
| ------------------------ | ------------------- | -------- | --------------- | --------------- | --------------- | --------------- | -------------------- | --------------- | --------------- | --------------- | -------------- | ----------- | --------------- |
| Lasse Matberg            | Sara Di Vaira       | Ultimi 2 | Salvi           | Salvi           | Salvi           | Salvi           | Salvi                | Salvi           | Salvi           | Salvi           | Salvi          | Salvi (55%) | Vincitori (57%) |
| Ettore Bassi             | Alessandra Tripoli  | Salvi    | Salvi           | Salvi           | Salvi           | Salvi           | Salvi                | Ultimi (79%)    | Salvi           | Salvi           | Ultimi 3 (59%) | Salvi (67%) | Secondi (43%)   |
| Milena Vukotic           | Simone Di Pasquale  | Salvi    | Salvi           | Salvi           | Salvi           | Salvi           | Salvi                | Salvi           | Salvi           | Salvi           | Salvi          | Terzi (33%) |                 |
| Dani Osvaldo             | Veera Kinnunen      | Salvi    | Salvi           | Salvi           | Salvi           | Salvi           | Ultimi 3 (60%) (87%) | Salvi           | Salvi           | Ultimi 2 (83%)  | Salvi          | Terzi (45%) |                 |
| Nunzia De Girolamo       | Raimondo Todaro     | Salvi    | Salvi           | Salvi           | Salvi           | Salvi           | Salvi                | Salvi           | Salvi           | Salvi           | Quinti (29%)   |             |                 |
| Angelo Russo             | Anastasia Kuzmina   | Salvi    | Salvi           | Ultimi 2 (69%)  | Salvi           | Salvi           | Salvi                | Salvi           | Salvi           | Salvi           | Quinti (12%)   |             |                 |
| Enrico Lo Verso          | Samanta Togni       | Ultimi 2 | Salvi           | Salvi           | Salvi           | Salvi           | Eliminati (27%)      | Ripescati (89%) | Ultimi 2 (67%)  | Eliminati (17%) |                |             |                 |
| Suor Cristina            | Stefano Oradei Team | Salvi    | Salvi           | Salvi           | Salvi           | Salvi           | Salvi                | Salvi           | Eliminati (33%) |                 |                |             |                 |
| Manuela Arcuri           | Luca Favilla        | Salvi    | Salvi           | Salvi           | Salvi           | Ultimi 2 (63%)  | Eliminati (13%)      | Eliminati (21%) |                 |                 |                |             |                 |
| Marzia Roncacci          | Samuel Peron        | Salvi    | Ultimi 2 (55%)  | Salvi           | Ultimi 2 (79%)  | Eliminati (37%) | Ripescati (13%)      | Eliminati (47%) |                 |                 |                |             |                 |
| Antonio Razzi            | Ornella Boccafoschi | Salvi    | Salvi           | Salvi           | Eliminati (21%) |                 | Non ripescati        | Eliminati (39%) |                 |                 |                |             |                 |
| Marco Leonardi           | Mia Gabusi          | Salvi    | Salvi           | Eliminati (31%) |                 |                 | Non ripescati        | Eliminati (43%) |                 |                 |                |             |                 |
| Kevin & Jonathan Sampaio | Lucrezia Lando      | Salvi    | Eliminati (45%) |                 |                 |                 | Non ripescati        | Eliminati (11%) |                 |                 |                |             |                 |

## Dettaglio delle puntate

### Prima puntata
- Data: 30 marzo 2019

- Ospite: Nicola Dutto come "ballerino per una notte".[6]
- Svolgimento: Non ci sono eliminazioni. Le due coppie prime in classifica (voto della giuria + televoto) guadagnano un bonus di 10 punti per la puntata successiva. Alle ultime due coppie (voto giuria + televoto) vanno invece 10 punti di penalità per la seconda puntata.

     10 punti di bonus
     10 punti di penalità
| Ordine di uscita | Concorrenti                               | Voto Giuria | Voto Giuria | Voto Giuria | Voto Giuria | Voto Giuria | Punti bonus                            | Totale punteggio tecnico |
| Ordine di uscita | Concorrenti                               | Zazzaroni   | Canino      | Smith       | Lucarelli   | Mariotto    | Punti bonus                            | Totale punteggio tecnico |
| ---------------- | ----------------------------------------- | ----------- | ----------- | ----------- | ----------- | ----------- | -------------------------------------- | ------------------------ |
| 3                | Marco Leonardi e Mia Gabusi               | 3           | 5           | 3           | 0           | 1           | +10 (tesoretto social) +50 (tesoretto) | 72                       |
| 11               | Suor Cristina e Stefano Oradei Team       | 8           | 8           | 8           | 10          | 9           |                                        | 43                       |
| 9                | Dani Osvaldo e Veera Kinnunen             | 8           | 8           | 9           | 9           | 8           |                                        | 42                       |
| 4                | Milena Vukotic e Simone Di Pasquale       | 8           | 8           | 8           | 7           | 7           |                                        | 38                       |
| 7                | Manuela Arcuri e Luca Favilla             | 7           | 6           | 6           | 7           | 8           |                                        | 34                       |
| 2                | Ettore Bassi e Alessandra Tripoli         | 7           | 6           | 8           | 7           | 5           |                                        | 33                       |
| 6                | Nunzia De Girolamo e Raimondo Todaro      | 7           | 7           | 7           | 5           | 6           |                                        | 32                       |
| 12               | Marzia Roncacci e Samuel Peron            | 6           | 6           | 5           | 5           | 4           |                                        | 26                       |
| 10               | Lasse Matberg e Sara Di Vaira             | 5           | 5           | 5           | 6           | 3           |                                        | 24                       |
| 1                | Angelo Russo e Anastasia Kuzmina          | 5           | 4           | 5           | 4           | 2           |                                        | 20                       |
| 13               | Kevin & Jonathan Sampaio e Lucrezia Lando | 5           | 5           | 5           | 3           | 2           |                                        | 20                       |
| 5                | Enrico Lo Verso e Samanta Togni           | 4           | 4           | 3           | 5           | 3           |                                        | 19                       |
| 8                | Antonio Razzi e Ornella Boccafoschi       | 3           | 3           | 3           | 0           | 0           |                                        | 9                        |

### Seconda puntata
- Data: 6 aprile 2019

- Ospiti: Gabriel Batistuta con la moglie Irina Fernández come "ballerini per una notte"[7], D'Angelo Brothers.

Gara di puntata:
| Ordine di uscita | Concorrenti                          | Voto Giuria | Voto Giuria | Voto Giuria | Voto Giuria | Voto Giuria | Punti bonus/malus           | Totale punteggio tecnico |
| Ordine di uscita | Concorrenti                          | Zazzaroni   | Canino      | Smith       | Lucarelli   | Mariotto    | Punti bonus/malus           | Totale punteggio tecnico |
| ---------------- | ------------------------------------ | ----------- | ----------- | ----------- | ----------- | ----------- | --------------------------- | ------------------------ |
| 13               | Suor Cristina e Stefano Oradei Team  | 8           | 10          | 9           | 9           | 10          | +10 (bonus)                 | 56                       |
| 6                | Milena Vukotic e Simone Di Pasquale  | 9           | 9           | 9           | 8           | 9           | +10 (tesoretto social)      | 54                       |
| 7                | Ettore Bassi e Alessandra Tripoli    | 10          | 9           | 9           | 10          | 10          |                             | 48                       |
| 11               | Dani Osvaldo e Veera Kinnunen        | 9           | 9           | 8           | 9           | 10          |                             | 45                       |
| 2                | Angelo Russo e Anastasia Kuzmina     | 8           | 8           | 7           | 9           | 7           |                             | 39                       |
| 8                | Antonio Razzi e Ornella Boccafoschi  | 3           | 3           | 3           | 5           | 0           | +23 (tesoretto)             | 37                       |
| 3                | Enrico Lo Verso e Samanta Togni      | 5           | 5           | 3           | 6           | 4           | -10 (malus) +24 (tesoretto) | 37                       |
| 9                | Manuela Arcuri e Luca Favilla        | 6           | 7           | 5           | 8           | 5           |                             | 31                       |
| 1                | Marco Leonardi e Mia Gabusi          | 3           | 5           | 3           | 2           | 2           | +10 (bonus)                 | 25                       |
| 10               | Kevin & Jonathan e Lucrezia Lando    | 5           | 4           | 3           | 5           | 7           |                             | 24                       |
| 12               | Lasse Matberg e Sara Di Vaira        | 5           | 6           | 5           | 7           | 7           | -10 (malus)                 | 20                       |
| 5                | Nunzia De Girolamo e Raimondo Todaro | 4           | 4           | 3           | 3           | 0           |                             | 14                       |
| 4                | Marzia Roncacci e Samuel Peron       | 3           | 3           | 2           | 1           | 0           |                             | 9                        |

Spareggio: vi partecipano gli ultimi due concorrenti classificati dalla media tra il punteggio ottenuto nella puntata e il televoto; la coppia meno votata sarà eliminata provvisoriamente e andrà al ripescaggio che si svolgerà nelle prossime puntate. 
| Ordine di uscita | Concorrenti                       | Televoto | Esito                      |
| ---------------- | --------------------------------- | -------- | -------------------------- |
| 1                | Kevin & Jonathan e Lucrezia Lando | 45%      | Eliminati provvisoriamente |
| 2                | Marzia Roncacci e Samuel Peron    | 55%      | Salvi                      |

### Terza puntata
- Data: 13 aprile 2019

- Ospiti: Mara Venier e Joe Bastianich come "ballerini per una notte"[8].

Gara di puntata:
| Ordine di uscita | Concorrenti                          | Voto Giuria | Voto Giuria | Voto Giuria | Voto Giuria | Voto Giuria | Punti bonus            | Totale punteggio tecnico |
| Ordine di uscita | Concorrenti                          | Zazzaroni   | Canino      | Smith       | Lucarelli   | Mariotto    | Punti bonus            | Totale punteggio tecnico |
| ---------------- | ------------------------------------ | ----------- | ----------- | ----------- | ----------- | ----------- | ---------------------- | ------------------------ |
| 8                | Manuela Arcuri e Luca Favilla        | 6           | 6           | 6           | 7           | 7           | +50 (tesoretto)        | 82                       |
| 5                | Antonio Razzi e Ornella Boccafoschi  | 4           | 4           | 4           | 4           | 4           | +43 (tesoretto)        | 63                       |
| 6                | Milena Vukotic e Simone Di Pasquale  | 10          | 10          | 10          | 8           | 10          | +10 (tesoretto social) | 58                       |
| 7                | Ettore Bassi e Alessandra Tripoli    | 9           | 10          | 10          | 10          | 8           |                        | 47                       |
| 9                | Dani Osvaldo e Veera Kinnunen        | 10          | 9           | 10          | 10          | 8           |                        | 47                       |
| 12               | Lasse Matberg e Sara Di Vaira        | 7           | 8           | 8           | 10          | 8           |                        | 41                       |
| 11               | Suor Cristina e Stefano Oradei Team  | 6           | 7           | 7           | 8           | 9           |                        | 37                       |
| 10               | Marzia Roncacci e Samuel Peron       | 7           | 6           | 7           | 6           | 5           |                        | 31                       |
| 2                | Angelo Russo e Anastasia Kuzmina     | 5           | 5           | 4           | 8           | 8           |                        | 30                       |
| 3                | Nunzia De Girolamo e Raimondo Todaro | 6           | 6           | 6           | 5           | 4           |                        | 27                       |
| 4                | Marco Leonardi e Mia Gabusi          | 4           | 6           | 6           | 6           | 5           |                        | 27                       |
| 1                | Enrico Lo Verso e Samanta Togni      | 4           | 4           | 3           | 4           | 0           |                        | 15                       |

Spareggio: non si è svolto perché il concorrente Marco Leonardi era minorenne e la trasmissione si è protratta oltre la mezzanotte. Lo spareggio ha luogo all'inizio della quarta puntata.

### Quarta puntata
- Data: 20 aprile 2019

- Ospite: Simona Ventura come "ballerina per una notte".

Spareggio precedente puntata: lo spareggio e il relativo televoto tra Angelo Russo e Marco Leonardi, ultimi due classificati della terza puntata, si è svolto in apertura della quarta puntata poiché, a causa della minore età di Leonardi, non ha potuto avere luogo dopo la mezzanotte in coda alla terza puntata; la coppia meno votata sarà eliminata provvisoriamente e andrà al ripescaggio che si svolgerà nelle prossime puntate. 
| Ordine di uscita | Concorrenti                      | Televoto | Esito                      |
| ---------------- | -------------------------------- | -------- | -------------------------- |
| 1                | Angelo Russo e Anastasia Kuzmina | 69%      | Salvi                      |
| 2                | Marco Leonardi e Mia Gabusi      | 31%      | Eliminati provvisoriamente |

Gara di puntata:
| Ordine di uscita | Concorrenti                          | Voto Giuria | Voto Giuria | Voto Giuria | Voto Giuria | Voto Giuria | Punti bonus            | Totale punteggio tecnico |
| Ordine di uscita | Concorrenti                          | Zazzaroni   | Canino      | Smith       | Lucarelli   | Mariotto    | Punti bonus            | Totale punteggio tecnico |
| ---------------- | ------------------------------------ | ----------- | ----------- | ----------- | ----------- | ----------- | ---------------------- | ------------------------ |
| 8                | Ettore Bassi e Alessandra Tripoli    | 10          | 10          | 10          | 10          | 10          | +10 (tesoretto social) | 60                       |
| 10               | Dani Osvaldo e Veera Kinnunen        | 10          | 10          | 10          | 8           | 10          |                        | 48                       |
| 6                | Manuela Arcuri e Luca Favilla        | 5           | 5           | 4           | 4           | 4           | +25 (tesoretto)        | 47                       |
| 7                | Milena Vukotic e Simone Di Pasquale  | 9           | 10          | 10          | 8           | 9           |                        | 46                       |
| 9                | Lasse Matberg e Sara Di Vaira        | 7           | 8           | 8           | 8           | 8           |                        | 39                       |
| 5                | Angelo Russo e Anastasia Kuzmina     | 6           | 7           | 6           | 8           | 8           |                        | 35                       |
| 4                | Antonio Razzi e Ornella Boccafoschi  | 1           | 2           | 3           | 4           | 0           | +25 (tesoretto)        | 35                       |
| 3                | Nunzia De Girolamo e Raimondo Todaro | 7           | 7           | 8           | 6           | 6           |                        | 34                       |
| 11               | Suor Cristina e Stefano Oradei Team  | 0           | 6           | 6           | 6           | 10          |                        | 28                       |
| 2                | Enrico Lo Verso e Samanta Togni      | 5           | 5           | 5           | 4           | 7           |                        | 26                       |
| 1                | Marzia Roncacci e Samuel Peron       | 6           | 5           | 5           | 2           | 3           |                        | 21                       |

Spareggio: vi partecipano gli ultimi due concorrenti classificati dalla media tra il punteggio ottenuto nella puntata e il televoto; la coppia meno votata sarà eliminata provvisoriamente e andrà al ripescaggio che si svolgerà nelle prossime puntate. 
| Ordine di uscita | Concorrenti                         | Televoto | Esito                      |
| ---------------- | ----------------------------------- | -------- | -------------------------- |
| 1                | Antonio Razzi e Ornella Boccafoschi | 21%      | Eliminati provvisoriamente |
| 2                | Marzia Roncacci e Samuel Peron      | 79%      | Salvi                      |

### Quinta puntata
- Data: 27 aprile 2019

- Ospiti: Cochi e Renato come "ballerini per una notte".

Prima manche - Prova speciale: i concorrenti, senza l'ausilio dei loro maestri, devono riconoscere il ritmo musicale eseguito dall'orchestra e improvvisare una performance di 50 secondi. La presidente di giuria assegnerà poi un punteggio ad ogni esibizione, che verrà aggiunto come bonus alla manche successiva.
| Ordine di uscita | Concorrenti        | Ballo da riconoscere e improvvisare | Punti bonus assegnati da Carolyn Smith |
| ---------------- | ------------------ | ----------------------------------- | -------------------------------------- |
| 8                | Milena Vukotic     | Boogie Woogie                       | 9                                      |
| 6                | Enrico Lo Verso    | Paso Doble                          | 8                                      |
| 7                | Lasse Matberg      | Merengue                            | 8                                      |
| 3                | Dani Osvaldo       | Salsa                               | 8                                      |
| 9                | Suor Cristina      | Merengue                            | 7                                      |
| 10               | Marzia Roncacci    | Merengue                            | 6                                      |
| 1                | Angelo Russo       | Cha Cha Cha                         | 5                                      |
| 2                | Ettore Bassi       | Quick Step                          | 4                                      |
| 4                | Nunzia De Girolamo | Bachata                             | 3                                      |
| 5                | Manuela Arcuri     | Jive                                | 3                                      |

Seconda manche - Gara di puntata:
| Ordine di uscita | Concorrenti                          | Voto Giuria | Voto Giuria | Voto Giuria | Voto Giuria | Voto Giuria | Punti bonus                                       | Totale punteggio tecnico |
| Ordine di uscita | Concorrenti                          | Zazzaroni   | Canino      | Smith       | Lucarelli   | Mariotto    | Punti bonus                                       | Totale punteggio tecnico |
| ---------------- | ------------------------------------ | ----------- | ----------- | ----------- | ----------- | ----------- | ------------------------------------------------- | ------------------------ |
| 10               | Nunzia De Girolamo e Raimondo Todaro | 7           | 8           | 6           | 5           | 5           | +3 (prova speciale) -1 (penalità) +49 (tesoretto) | 82                       |
| 6                | Ettore Bassi e Alessandra Tripoli    | 10          | 10          | 10          | 9           | 8           | +4 (prova speciale) +15 (tesoretto social)        | 66                       |
| 2                | Angelo Russo e Anastasia Kuzmina     | 8           | 9           | 10          | 10          | 10          | +5 (prova speciale) +10 (tesoretto social)        | 62                       |
| 1                | Milena Vukotic e Simone Di Pasquale  | 7           | 7           | 7           | 6           | 4           | +9 (prova speciale) +20 (tesoretto social)        | 60                       |
| 7                | Dani Osvaldo e Veera Kinnunen        | 10          | 10          | 10          | 9           | 9           | +8 (prova speciale)                               | 56                       |
| 4                | Enrico Lo Verso e Samanta Togni      | 7           | 8           | 8           | 8           | 8           | +8 (prova speciale)                               | 47                       |
| 8                | Lasse Matberg e Sara Di Vaira        | 6           | 7           | 8           | 7           | 6           | +8 (prova speciale)                               | 42                       |
| 9                | Suor Cristina e Stefano Oradei Team  | 6           | 5           | 8           | 6           | 7           | +7 (prova speciale)                               | 39                       |
| 5                | Manuela Arcuri e Luca Favilla        | 5           | 6           | 6           | 5           | 5           | +3 (prova speciale)                               | 30                       |
| 3                | Marzia Roncacci e Samuel Peron       | 6           | 4           | 6           | 3           | 2           | +6 (prova speciale)                               | 27                       |

Spareggio: vi partecipano gli ultimi due concorrenti classificati dalla media tra il punteggio ottenuto complessivamente nella puntata e il televoto; la coppia meno votata sarà eliminata provvisoriamente e andrà al ripescaggio che si svolgerà nelle prossime puntate. 
| Ordine di uscita | Concorrenti                    | Televoto | Esito                      |
| ---------------- | ------------------------------ | -------- | -------------------------- |
| 2                | Marzia Roncacci e Samuel Peron | 37%      | Eliminati provvisoriamente |
| 1                | Manuela Arcuri e Luca Favilla  | 63%      | Salvi                      |

### Sesta puntata
- Data: 4 maggio 2019

- Ospiti: Il Volo come "ballerini per una notte".

Prima manche - Prova speciale: i concorrenti, senza il supporto dei loro maestri, devono improvvisare con l'ausilio di un hula hoop una performance di jive o boogie di 40 secondi. La presidente di giuria assegnerà poi un punteggio ai tre migliori concorrenti, che verrà aggiunto come bonus alla manche successiva.
| Ordine di uscita | Concorrenti        | Punti bonus assegnati da Carolyn Smith |
| ---------------- | ------------------ | -------------------------------------- |
| 3                | Angelo Russo       | 20                                     |
| 2                | Enrico Lo Verso    | 15                                     |
| 4                | Ettore Bassi       | 10                                     |
| 1                | Nunzia De Girolamo | 0                                      |
| 5                | Dani Osvaldo       | 0                                      |
| 6                | Manuela Arcuri     | 0                                      |
| 7                | Lasse Matberg      | 0                                      |
| 8                | Milena Vukotic     | 0                                      |
| 9                | Suor Cristina      | 0                                      |

Seconda manche - Staffetta di ripescaggio: gli eliminati si esibiscono interpretando un tema a loro assegnato; il più votato dalla presidente di giuria e tramite i social network prende parte ad uno spareggio in apertura della puntata successiva per provare a rientrare in gara.
| Ordine di uscita | Concorrenti                               | Tema da interpretare | Punteggio assegnato da Carolyn Smith |
| ---------------- | ----------------------------------------- | -------------------- | ------------------------------------ |
| 1                | Marzia Roncacci e Samuel Peron            | La bambola assassina | 6                                    |
| 2                | Kevin & Jonathan Sampaio e Lucrezia Lando | I tre moschettieri   | 5                                    |
| 3                | Antonio Razzi e Ornella Boccafoschi       | The Mask             | 4                                    |
| 4                | Marco Leonardi e Mia Gabusi               | Romeo e Giulietta    | 3                                    |

Terza manche - Gara di puntata:
| Ordine di uscita | Concorrenti                          | Voto Giuria | Voto Giuria | Voto Giuria | Voto Giuria | Voto Giuria | Punti bonus                                 | Totale punteggio tecnico |
| Ordine di uscita | Concorrenti                          | Zazzaroni   | Canino      | Smith       | Lucarelli   | Mariotto    | Punti bonus                                 | Totale punteggio tecnico |
| ---------------- | ------------------------------------ | ----------- | ----------- | ----------- | ----------- | ----------- | ------------------------------------------- | ------------------------ |
| 5                | Milena Vukotic e Simone Di Pasquale  | 9           | 10          | 10          | 8           | 10          | +50 (tesoretto)                             | 97                       |
| 1                | Angelo Russo e Anastasia Kuzmina     | 8           | 8           | 8           | 9           | 7           | +20 (prova speciale) +20 (tesoretto social) | 80                       |
| 2                | Enrico Lo Verso e Samanta Togni      | 8           | 9           | 9           | 9           | 10          | +15 (prova speciale)                        | 60                       |
| 4                | Ettore Bassi e Alessandra Tripoli    | 7           | 8           | 7           | 10          | 8           | +10 (prova speciale) +10 (tesoretto social) | 60                       |
| 8                | Lasse Matberg e Sara Di Vaira        | 7           | 8           | 9           | 9           | 10          | +15 (tesoretto social)                      | 58                       |
| 6                | Dani Osvaldo e Veera Kinnunen        | 10          | 10          | 10          | 10          | 10          |                                             | 50                       |
| 9                | Suor Cristina e Stefano Oradei Team  | 8           | 8           | 8           | 9           | 10          |                                             | 43                       |
| 3                | Nunzia De Girolamo e Raimondo Todaro | 8           | 8           | 8           | 6           | 4           |                                             | 34                       |
| 7                | Manuela Arcuri e Luca Favilla        | 6           | 7           | 6           | 6           | 3           |                                             | 28                       |

Spareggio: vi partecipano gli ultimi tre concorrenti classificati dalla media tra il punteggio ottenuto complessivamente nella puntata e il televoto; la coppia più votata va ad un ulteriore spareggio in apertura della puntata successiva con il vincitore della staffetta di ripescaggio mentre le altre due vengono eliminate provvisoriamente e andranno al ripescaggio che si svolgerà nella prossima puntata. 
| Ordine di uscita | Concorrenti                     | Televoto | Esito                                              |
| ---------------- | ------------------------------- | -------- | -------------------------------------------------- |
| 1                | Enrico Lo Verso e Samanta Togni | 27%      | Eliminati provvisoriamente                         |
| 2                | Dani Osvaldo e Veera Kinnunen   | 60%      | Sfidano i vincitori della staffetta di ripescaggio |
| 3                | Manuela Arcuri e Luca Favilla   | 13%      | Eliminati provvisoriamente                         |

### Settima puntata -Ripescaggio
- Data: 11 maggio 2019

- Ospite: Alessandro Del Piero come "ballerino per una notte".

Spareggio: vi partecipa la coppia salva dallo spareggio della puntata precedente con il vincitore della staffetta di ripescaggio; la coppia meno votata viene eliminata provvisoriamente e va al ripescaggio che si svolgerà in puntata.
| Ordine di uscita | Concorrenti                    | Televoto | Esito                      |
| ---------------- | ------------------------------ | -------- | -------------------------- |
| 1                | Dani Osvaldo e Veera Kinnunen  | 87%      | Salvi                      |
| 2                | Marzia Roncacci e Samuel Peron | 13%      | Eliminati provvisoriamente |

Prima manche - Prova speciale: i concorrenti, con il supporto dei loro maestri, devono affrontare una prova di danza polinesiana. I concorrenti uomini devono eseguire almeno 15 secondi del passo "Paoti", mentre le concorrenti donne 15 secondi del passo "Fa'arapu". La giuria assegnerà poi un punteggio ai tre migliori concorrenti, che verrà aggiunto come bonus alla manche successiva.
| Ordine di uscita | Concorrenti        | Punti bonus assegnati |
| ---------------- | ------------------ | --------------------- |
| 5                | Lasse Matberg      | 20                    |
| 7                | Dani Osvaldo       | 15                    |
| 2                | Nunzia De Girolamo | 10                    |
| 1                | Angelo Russo       | 0                     |
| 3                | Ettore Bassi       | 0                     |
| 4                | Milena Vukotic     | 0                     |
| 6                | Suor Cristina      | 0                     |

Seconda manche - Sfide per il ripescaggio: i concorrenti eliminati nelle precedenti puntate si sfidano per cercare di rientrare in gara; i vincitori delle sfide (decretati dalla giuria e dal televoto) accedono allo spareggio finale, i perdenti sono eliminati definitivamente.
| Ordine di uscita | Concorrenti                               | Preferenza Giuria | Preferenza Giuria | Preferenza Giuria | Preferenza Giuria | Preferenza Giuria | Esito sfida per la Giuria | Esito Giuria + Televoto | Risultato                      |
| Ordine di uscita | Concorrenti                               | Zazzaroni         | Canino            | Smith             | Lucarelli         | Mariotto          | Esito sfida per la Giuria | Esito Giuria + Televoto | Risultato                      |
| ---------------- | ----------------------------------------- | ----------------- | ----------------- | ----------------- | ----------------- | ----------------- | ------------------------- | ----------------------- | ------------------------------ |
| 1                | Manuela Arcuri e Luca Favilla             |                   |                   |                   |                   |                   | 2                         | 61%                     | Accedono allo spareggio finale |
| 2                | Antonio Razzi e Ornella Boccafoschi       |                   |                   |                   |                   |                   | 3                         | 39%                     | Eliminati definitivamente      |
|                  |                                           |                   |                   |                   |                   |                   |                           |                         |                                |
| 3                | Enrico Lo Verso e Samanta Togni           |                   |                   |                   |                   |                   | 2                         | 57%                     | Accedono allo spareggio finale |
| 4                | Marco Leonardi e Mia Gabusi               |                   |                   |                   |                   |                   | 3                         | 43%                     | Eliminati definitivamente      |
|                  |                                           |                   |                   |                   |                   |                   |                           |                         |                                |
| 5                | Marzia Roncacci e Samuel Peron            |                   |                   |                   |                   |                   | 2                         | 47%                     | Eliminati definitivamente      |
| 6                | Kevin & Jonathan Sampaio e Lucrezia Lando |                   |                   |                   |                   |                   | 3                         | 53%                     | Accedono allo spareggio finale |

Terza manche - Gara di puntata:
| Ordine di uscita | Concorrenti                          | Voto Giuria | Voto Giuria | Voto Giuria | Voto Giuria | Voto Giuria | Punti bonus                                 | Totale punteggio tecnico |
| Ordine di uscita | Concorrenti                          | Zazzaroni   | Canino      | Smith       | Lucarelli   | Mariotto    | Punti bonus                                 | Totale punteggio tecnico |
| ---------------- | ------------------------------------ | ----------- | ----------- | ----------- | ----------- | ----------- | ------------------------------------------- | ------------------------ |
| 7                | Lasse Matberg e Sara Di Vaira        | 8           | 9           | 10          | 10          | 10          | +20 (prova speciale) +15 (tesoretto social) | 82                       |
| 4                | Milena Vukotic e Simone Di Pasquale  | 10          | 10          | 10          | 8           | 9           | +25 (tesoretto)                             | 72                       |
| 5                | Dani Osvaldo e Veera Kinnunen        | 9           | 10          | 10          | 8           | 10          | +15 (prova speciale) +10 (tesoretto social) | 72                       |
| 3                | Angelo Russo e Anastasia Kuzmina     | 8           | 8           | 8           | 10          | 8           | +25 (tesoretto)                             | 67                       |
| 1                | Nunzia De Girolamo e Raimondo Todaro | 6           | 7           | 9           | 7           | 4           | +10 (prova speciale) +20 (tesoretto social) | 63                       |
| 2                | Ettore Bassi e Alessandra Tripoli    | 9           | 9           | 10          | 9           | 10          |                                             | 47                       |
| 6                | Suor Cristina e Stefano Oradei Team  | 8           | 8           | 8           | 8           | 10          |                                             | 42                       |

Spareggio: vi partecipano, in due sfide, la coppia ultima classificata dalla media tra il punteggio ottenuto complessivamente nella puntata e il televoto e i tre vincitori delle sfide di ripescaggio; le due coppie meno votate saranno eliminate definitivamente. Il secondo spareggio si svolge in apertura dell’ottava puntata.
| Ordine di uscita | Concorrenti                               | Televoto                          | Esito                              |
| ---------------- | ----------------------------------------- | --------------------------------- | ---------------------------------- |
| 1                | Enrico Lo Verso e Samanta Togni           | 89%                               | Ripescati                          |
| 2                | Kevin & Jonathan Sampaio e Lucrezia Lando | 11%                               | Eliminati definitivamente          |
|                  |                                           |                                   |                                    |
| 3                | Ettore Bassi e Alessandra Tripoli         | Televoto aperto per due settimane | Spareggio nella puntata successiva |
| 4                | Manuela Arcuri e Luca Favilla             | Televoto aperto per due settimane | Spareggio nella puntata successiva |

### Ottava puntata -Prima semifinale
- Data: 24 maggio 2019

- Ospiti: Massimo Giletti e Francesca Piccinini come "ballerini per una notte".

Spareggio precedente puntata:
| Ordine di uscita | Concorrenti                       | Televoto | Esito                     |
| ---------------- | --------------------------------- | -------- | ------------------------- |
| 3                | Ettore Bassi e Alessandra Tripoli | 79%      | Salvi                     |
| 4                | Manuela Arcuri e Luca Favilla     | 21%      | Eliminati definitivamente |

Prima manche - Prova speciale: le coppie devono affrontare una prova di bachata acrobatica presentatagli nel corso della quinta puntata. Al termine dell'esibizione i soli concorrenti hanno alcuni secondi a disposizione per ballare una bachata sensuale da soli senza l'ausilio dei loro maestri. La coppia che riceverà più preferenze dalla giuria otterrà 50 punti bonus che verranno aggiunti nella manche successiva.
| Ordine di uscita | Concorrenti                          | Preferenze Giuria | Punti bonus assegnati |
| ---------------- | ------------------------------------ | ----------------- | --------------------- |
|                  | Angelo Russo e Anastasia Kuzmina     | 3                 | 50                    |
|                  | Milena Vukotic e Simone Di Pasquale  | 1                 | 0                     |
|                  | Dani Osvaldo e Veera Kinnunen        | 1                 | 0                     |
|                  | Ettore Bassi e Alessandra Tripoli    | 0                 | 0                     |
|                  | Suor Cristina e Oradei Team          | 0                 | 0                     |
|                  | Enrico Lo Verso e Samanta Togni      | 0                 | 0                     |
|                  | Nunzia De Girolamo e Raimondo Todaro | 0                 | 0                     |
|                  | Lasse Matberg e Sara Di Vaira        | 0                 | 0                     |

Seconda manche - Sfide: i vincitori (decretati dalla media tra il punteggio della giuria e del televoto) ottengono 50 punti. 
| Ordine di uscita | Concorrenti                          | Preferenza Giuria | Preferenza Giuria | Preferenza Giuria | Preferenza Giuria | Preferenza Giuria | Esito sfida per la Giuria | Esito Giuria + Televoto | Punti bonus                            | Totale punteggio tecnico |
| Ordine di uscita | Concorrenti                          | Zazzaroni         | Canino            | Smith             | Lucarelli         | Mariotto          | Esito sfida per la Giuria | Esito Giuria + Televoto | Punti bonus                            | Totale punteggio tecnico |
| ---------------- | ------------------------------------ | ----------------- | ----------------- | ----------------- | ----------------- | ----------------- | ------------------------- | ----------------------- | -------------------------------------- | ------------------------ |
| 1                | Lasse Matberg e Sara Di Vaira        |                   |                   |                   |                   |                   | 3                         | 56%                     | +20 (tesoretto social)                 | 70                       |
| 2                | Angelo Russo e Anastasia Kuzmina     |                   |                   |                   |                   |                   | 2                         | 44%                     | +50 (prova speciale)                   | 50                       |
|                  |                                      |                   |                   |                   |                   |                   |                           |                         |                                        |                          |
| 3                | Milena Vukotic e Simone Di Pasquale  |                   |                   |                   |                   |                   | 3                         | 65%                     | +25 (tesoretto) +15 (tesoretto social) | 90                       |
| 4                | Suor Cristina e Oradei Team          |                   |                   |                   |                   |                   | 2                         | 35%                     |                                        | 0                        |
|                  |                                      |                   |                   |                   |                   |                   |                           |                         |                                        |                          |
| 5                | Enrico Lo Verso e Samanta Togni      |                   |                   |                   |                   |                   | 3                         | 47%                     |                                        | 0                        |
| 6                | Nunzia De Girolamo e Raimondo Todaro |                   |                   |                   |                   |                   | 2                         | 53%                     |                                        | 50                       |
|                  |                                      |                   |                   |                   |                   |                   |                           |                         |                                        |                          |
| 7                | Dani Osvaldo e Veera Kinnunen        |                   |                   |                   |                   |                   | 2                         | 41%                     | +25 (tesoretto)                        | 25                       |
| 8                | Ettore Bassi e Alessandra Tripoli    |                   |                   |                   |                   |                   | 3                         | 59%                     | +10 (tesoretto social)                 | 60                       |

Spareggio: vi partecipano gli ultimi due concorrenti classificati dalla media tra il punteggio ottenuto complessivamente nella puntata e il televoto; la coppia meno votata sarà eliminata definitivamente. Lo spareggio si svolge in testa alla puntata seguente.

### Nona puntata -Seconda semifinale
- Data: 25 maggio 2019

- Ospiti: Elisa Isoardi, Flavio Insinna, Nino Frassica e Nathalie Guetta come "ballerini per una notte".

Spareggio precedente puntata:
| Ordine di uscita | Concorrenti                     | Televoto | Esito                     |
| ---------------- | ------------------------------- | -------- | ------------------------- |
| 2                | Enrico Lo Verso e Samanta Togni | 67%      | Salvi                     |
| 1                | Suor Cristina e Oradei Team     | 33%      | Eliminati definitivamente |

Prima manche - Gara di puntata:
| Ordine di uscita | Concorrenti                          | Voto Giuria | Voto Giuria | Voto Giuria | Voto Giuria | Voto Giuria | Punti bonus                                   | Totale punteggio tecnico |
| Ordine di uscita | Concorrenti                          | Zazzaroni   | Canino      | Smith       | Lucarelli   | Mariotto    | Punti bonus                                   | Totale punteggio tecnico |
| ---------------- | ------------------------------------ | ----------- | ----------- | ----------- | ----------- | ----------- | --------------------------------------------- | ------------------------ |
| 5                | Milena Vukotic e Simone Di Pasquale  | 9           | 9           | 10          | 8           | 10          | +25 tesoretto +9 (prova a sorpresa)           | 80                       |
| 1                | Ettore Bassi e Alessandra Tripoli    | 10          | 10          | 9           | 10          | 10          | +20 (tesoretto social) +10 (prova a sorpresa) | 79                       |
| 3                | Angelo Russo e Anastasia Kuzmina     | 7           | 7           | 7           | 6           | 8           | +25 (tesoretto) +10 (prova a sorpresa)        | 70                       |
| 4                | Lasse Matberg e Sara Di Vaira        | 7           | 7           | 6           | 9           | 8           | +15 (tesoretto social) +10 (prova a sorpresa) | 62                       |
| 2                | Nunzia De Girolamo e Raimondo Todaro | 7           | 8           | 7           | 4           | 5           | +10 (tesoretto social) +8 (prova a sorpresa)  | 49                       |
| 6                | Dani Osvaldo e Veera Kinnunen        | 7           | 8           | 8           | 8           | 7           | +10 (prova a sorpresa)                        | 48                       |
| 7                | Enrico Lo Verso e Samanta Togni      | 6           | 7           | 6           | 7           | 5           | +9 (prova a sorpresa)                         | 40                       |

Seconda manche - Prova a sorpresa: I concorrenti, bendati e senza i loro maestri, dovranno riconoscere ed eseguire un ballo che hanno già studiato; dopo pochi secondi di esibizione entra in studio a sorpresa una persona a loro cara con cui dovranno ballare.
| Ordine di uscita | Concorrenti        | Partner a sorpresa             | Punti bonus assegnati dalla Giuria |
| ---------------- | ------------------ | ------------------------------ | ---------------------------------- |
| 1                | Ettore Bassi       | i fratelli Lorenzo e Francesco | 10                                 |
| 3                | Angelo Russo       | la figlia Leandra              | 10                                 |
| 4                | Lasse Matberg      | il fratello Espen              | 10                                 |
| 5                | Milena Vukotic     | il marito Alfredo              | 10                                 |
| 6                | Dani Osvaldo       | la mamma                       | 10                                 |
| 7                | Enrico Lo Verso    | la moglie Elena                | 9                                  |
| 2                | Nunzia De Girolamo | il padre Nicola                | 8                                  |

Spareggio: vi partecipano gli ultimi due concorrenti classificati dalla media tra il punteggio ottenuto complessivamente nella puntata e il televoto; la coppia meno votata sarà eliminata definitivamente.
| Ordine di uscita | Concorrenti                     | Televoto | Esito                     |
| ---------------- | ------------------------------- | -------- | ------------------------- |
| 1                | Dani Osvaldo e Veera Kinnunen   | 83%      | Salvi                     |
| 2                | Enrico Lo Verso e Samanta Togni | 17%      | Eliminati definitivamente |

### Decima puntata -Finale
- Data: 31 maggio 2019

- Ospite: Ivan Cottini come "ballerino per una notte".

Prima manche - Gara di puntata:
| Ordine di uscita | Concorrenti                          | Voto Giuria | Voto Giuria | Voto Giuria | Voto Giuria | Voto Giuria | Punti bonus | Totale punteggio tecnico |
| Ordine di uscita | Concorrenti                          | Zazzaroni   | Canino      | Smith       | Lucarelli   | Mariotto    | Punti bonus | Totale punteggio tecnico |
| ---------------- | ------------------------------------ | ----------- | ----------- | ----------- | ----------- | ----------- | ----------- | ------------------------ |
| 6                | Lasse Maltberg e Sara Di Vaira       | 10          | 10          | 10          | 10          | 10          |             | 50                       |
| 2                | Ettore Bassi e Alessandra Tripoli    | 9           | 10          | 10          | 10          | 10          |             | 49                       |
| 4                | Dani Osvaldo e Veera Kinnunen        | 9           | 10          | 10          | 10          | 10          |             | 49                       |
| 3                | Milena Vukotic e Simone Di Pasquale  | 10          | 10          | 10          | 7           | 9           |             | 46                       |
| 1                | Angelo Russo e Anastasia Kuzmina     | 7           | 7           | 7           | 9           | 8           |             | 38                       |
| 5                | Nunzia De Girolamo e Raimondo Todaro | 8           | 8           | 8           | 5           | 8           |             | 37                       |

## Balli eseguiti
| Coppia                                    | 1             | 2             | 3            | 4             | 5             | 6             | 7          | 8         | 9                | 10                                                                        |
| ----------------------------------------- | ------------- | ------------- | ------------ | ------------- | ------------- | ------------- | ---------- | --------- | ---------------- | ------------------------------------------------------------------------- |
| Lasse Matberg e Sara Di Vaira             | Tango         | Paso Doble    | Samba        | Salsa         | Boogie Woogie | Valzer        | Charleston | Freestyle | Freestyle Veloce | Rumba – Charleston – Paso Doble – Boogie Woogie – Tango (bendato) – Salsa |
| Ettore Bassi e Alessandra Tripoli         | Rumba         | Valzer        | Jive         | Quick Step    | Slow Fox      | Samba         | Paso Doble | Freestyle | Charleston       | Tango – Jive – Paso Doble – Samba – Tango (bendato) – Charleston          |
| Milena Vukotic e Simone Di Pasquale       | Slow Fox      | Boogie Woogie | Cha Cha Cha  | Charleston    | Jive          | Valzer        | Tango      | Rumba     | Paso Doble       | Quick Step                                                                |
| Dani Osvaldo e Veera Kinnunen             | Bachata       | Salsa         | Rumba        | Boogie Woogie | Tango         | Charleston    | Paso Doble | Freestyle | Samba            | Valzer                                                                    |
| Nunzia De Girolamo e Raimondo Todaro      | Charleston    | Jive          | Salsa        | Bachata       | Paso Doble    | Slow Fox      | Freestyle  | Samba     | Tango            | Quick Step                                                                |
| Angelo Russo e Anastasia Kuzmina          | Cha Cha Cha   | Boogie Woogie | Tango Apache | Charleston    | Valzer        | Jive          | Foxtrot    | Freestyle | Paso Doble       | Quick Step                                                                |
| Enrico Lo Verso e Samanta Togni           | Paso Doble    | Rumba         | Charleston   | Valzer        | Boogie Woogie | Tango         | Quick Step | Samba     | Freestyle        | –                                                                         |
| Suor Cristina e Stefano Oradei Team       | Charleston    | Paso Doble    | Cha Cha Cha  | Slow Fox      | Valzer        | Boogie Woogie | Tango      | Rumba     | –                | –                                                                         |
| Manuela Arcuri e Luca Favilla             | Valzer        | Tango         | Rumba        | Jive          | Bachata       | Paso Doble    | Freestyle  | –         | –                | –                                                                         |
| Marzia Roncacci e Samuel Peron            | Valzer        | Charleston    | Tango        | Paso Doble    | Jive          | Rumba         | Freestyle  | –         | –                | –                                                                         |
| Antonio Razzi e Ornella Boccafoschi       | Salsa         | Boogie Woogie | Charleston   | Paso Doble    | –             | Samba         | Tango      | –         | –                | –                                                                         |
| Marco Leonardi e Mia Gabusi               | Boogie Woogie | Salsa         | Tango        | –             | –             | Valzer        | Charleston | –         | –                | –                                                                         |
| Kevin & Jonathan Sampaio e Lucrezia Lando | Salsa         | Freestyle     | –            | –             | –             | Tango         | Paso Doble | –         | –                | –                                                                         |

## Ballerini per una notte
| Puntata | Ospite                                          | Attività               | Ballerino/a/e/i                                                    | Ballo/canzone           | Punteggio | Assegnatari tesoretto                           |
| ------- | ----------------------------------------------- | ---------------------- | ------------------------------------------------------------------ | ----------------------- | --------- | ----------------------------------------------- |
| 1ª      | Nicola Dutto                                    | Motociclista           | Maria Ermachkova e Francesca Campobassi                            | Freestyle               | 50 punti  | Marco Leonardi e Mia Gabusi                     |
| 2ª      | Gabriel Batistuta con la moglie Irina Fernández | Ex calciatore          | Marcello Nuzio                                                     | Salsa                   | 47 punti  | 24 punti a Enrico Lo Verso e Samanta Togni      |
| 2ª      | Gabriel Batistuta con la moglie Irina Fernández | Ex calciatore          | Marcello Nuzio                                                     | Salsa                   | 47 punti  | 23 punti ad Antonio Razzi e Ornella Boccafoschi |
| 3ª      | Mara Venier                                     | Conduttrice televisiva | Marcello Nuzio e Antony Coppola                                    | Bollywood               | 50 punti  | Manuela Arcuri e Luca Favilla                   |
| 3ª      | Joe Bastianich                                  | Ristoratore            | Maria Ermachkova                                                   | Salsa                   | 43 punti  | Antonio Razzi e Ornella Boccafoschi             |
| 4ª      | Simona Ventura                                  | Conduttrice televisiva | Mia Gabusi, Marcello Nuzio, Lucrezia Lando e Antony Coppola        | Salsa                   | 50 punti  | 25 punti a Manuela Arcuri e Luca Favilla        |
| 4ª      | Simona Ventura                                  | Conduttrice televisiva | Mia Gabusi, Marcello Nuzio, Lucrezia Lando e Antony Coppola        | Salsa                   | 50 punti  | 25 punti ad Antonio Razzi e Ornella Boccafoschi |
| 5ª      | Cochi e Renato                                  | Comici                 | Maria Ermachkova, Mia Gabusi, Lucrezia Lando e Ornella Boccafoschi | La canzone intelligente | 49 punti  | Nunzia De Girolamo e Raimondo Todaro            |
| 6ª      | Il Volo                                         | Cantanti               | Mia Gabusi, Lucrezia Lando e Ornella Boccafoschi                   | Tango                   | 50 punti  | Milena Vukotic e Simone Di Pasquale             |
| 7ª      | Alessandro Del Piero                            | Ex calciatore          | Maria Ermachkova                                                   | Quickstep               | 50 punti  | 25 punti a Milena Vukotic e Simone Di Pasquale  |
| 7ª      | Alessandro Del Piero                            | Ex calciatore          | Maria Ermachkova                                                   | Quickstep               | 50 punti  | 25 punti a Angelo Russo e Anastasia Kuzmina     |
| 8ª      | Francesca Piccinini                             | Pallavolista           | Antony Coppola                                                     | Salsa                   | 50 punti  | 25 punti a Dani Osvaldo e Veera Kinnunen        |
| 8ª      | Francesca Piccinini                             | Pallavolista           | Antony Coppola                                                     | Salsa                   | 50 punti  | 25 punti a Milena Vukotic e Simone Di Pasquale  |
| 8ª      | Massimo Giletti                                 | Conduttore Televisivo  | Ornella Boccafoschi, Lucrezia Lando, Mia Gabusi                    | Paso doble              | N.D.      | N.D.                                            |
| 9ª      | Elisa Isoardi                                   | Conduttrice televisiva | Samuel Peron                                                       | Charleston              | N.D.      | N.D.                                            |
| 9ª      | Flavio Insinna                                  | Conduttore televisivo  | Ornella Boccafoschi                                                | Tango                   | 50 punti  | 25 punti a Milena Vukotic e Simone Di Pasquale  |
| 9ª      | Nino Frassica                                   | Attore e comico        | Lucrezia Lando                                                     | Tango                   | 50 punti  | 25 punti a Angelo Russo e Anastasia Kuzmina     |
| 9ª      | Nathalie Guetta                                 | Attrice                | Samuel Peron                                                       | Tango                   | 50 punti  | 25 punti a Angelo Russo e Anastasia Kuzmina     |
| 10ª     | Ivan Cottini                                    | Ballerino              | Bianca Maria Berardi                                               | Freestyle               | 10 punti  | Milena Vukotic e Simone Di Pasquale             |

## Ascolti
| Puntata            | Messa in onda  | Ballando... Tutti in pista | Ballando... Tutti in pista | Ballando con le stelle | Ballando con le stelle | Fonte  | Totale puntata | Totale puntata |
| Puntata            | Messa in onda  | Telespettatori             | Share                      | Telespettatori         | Share                  | Fonte  | Telespettatori | Share          |
| ------------------ | -------------- | -------------------------- | -------------------------- | ---------------------- | ---------------------- | ------ | -------------- | -------------- |
| 1                  | 30 marzo 2019  | 4 527 000                  | 20,16%                     | 3 710 000              | 21,94%                 | [ 10 ] | 3 914 000      | 21,50%         |
| 2                  | 6 aprile 2019  | 4 574 000                  | 20,50%                     | 3 966 000              | 22,77%                 | [ 11 ] | 4 118 000      | 22,20%         |
| 3                  | 13 aprile 2019 | 4 561 000                  | 20,24%                     | 4 040 000              | 22,71%                 | [ 12 ] | 4 170 000      | 22,09%         |
| 4                  | 20 aprile 2019 | 3 995 000                  | 18,86%                     | 3 442 000              | 21,08%                 | [ 13 ] | 3 580 000      | 20,53%         |
| 5                  | 27 aprile 2019 | 4 256 000                  | 20,46%                     | 3 834 000              | 22,56%                 | [ 14 ] | 3 940 000      | 22,04%         |
| 6                  | 4 maggio 2019  | 4 522 000                  | 20,19%                     | 3 953 000              | 22,57%                 | [ 15 ] | 4 095 000      | 22,00%         |
| Ripescaggio        | 11 maggio 2019 | 4 256 000                  | 19,72%                     | 3 803 000              | 22,10%                 | [ 16 ] | 3 916 000      | 21,51%         |
| Prima semifinale   | 24 maggio 2019 | 4 047 000                  | 18,41%                     | 4 333 000              | 21,23%                 | [ 18 ] | 4 285 000      | 20,76%         |
| Seconda semifinale | 25 maggio 2019 | 4 542 000                  | 21,13%                     | 4 173 000              | 23,37%                 | [ 19 ] | 4 265 000      | 22,81%         |
| Finale             | 31 maggio 2019 | 4 156 000                  | 18,80%                     | 4 704 000              | 26,40%                 | [ 20 ] | 4 636 000      | 25,45%         |
| Media              | Media          | 4 344 000                  | 19,85%                     | 3 996 000              | 22,67%                 |        | 4 092 000      | 22,10%         |